# The Road to Paradiso
The Road to Paradiso is een boek dat, samen met een cd, in mei 2006 werd uitgegeven door de band Epica. Het boek verscheen kort voordat Epica optrad in Paradiso (Amsterdam) en beschrijft het begin en de ontwikkeling van de band. De cd bevat stukjes interview, nummers die niet eerder waren uitgebracht en Epica's eerste demo.

## Tracklist
1. Welcome to the Road of Paradiso (Caught in a Web) – 4:37
2. Making of Adyta – 1:34
3. Adyta (Demo Version) – 1:23
4. Making of Cry for the Moon – 1:29
5. Cry for the Moon (Demo version) – 6:43
6. Making of Quietus – 1:14
7. Quietus (Demo version) – 3:41
8. Quietus (Silent Reverie) – 3:54
9. The Fallacy(Previously Unreleased Track) – 3:23
10. Interview with Ad (On The Live Tracks) – 0:32
11. Solitary Ground (Live) – 4:05
12. Blank Infinity (Live) – 4:04
13. Mother of Light (Live) – 6:01
14. Linger (Previously Unreleased Piano Version)  – 4:15
15. Crystal Mountain (Orchestral Version)(Death Cover)  – 5:01
16. Purushayita (Previously Unreleased Track The Score)  – 6:20

## Versies
- Road To Paradiso Boek & CD Nederlandse Versie
- Road To Paradiso Boek & CD Engelse Versie